# José Ferrándiz y Niño

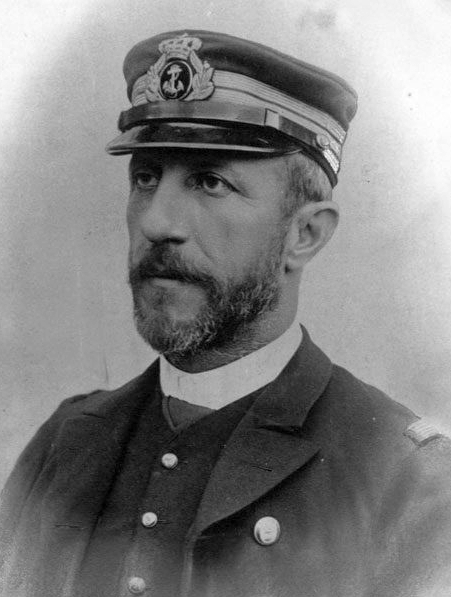
José Ferrándiz (1898)

José Ferrándiz y Niño (* 12. März 1847 in Sevilla, Spanien; † 1. Januar 1918 in Madrid, Spanien) war ein spanischer Marineoffizier und Politiker. Er gilt als Erneuerer der spanischen Marine nach ihrem Untergang im Krieg gegen die USA.

## Leben
Als Sohn des Marineleutnants Juan Ferrándiz y Zaragoza trat auch José 1860 im Alter von 13 Jahren in das königliche Marinekolleg ein. Sein Dienst führte ihn zuerst nach Kuba und Santo Domingo, dann während des Spanisch-Südamerikanischen Krieges vor die Küste Perus. Auf der Fregatte Villa de Madrid kehrte er nach Spanien zurück, erhielt nach bestandener Prüfung 1865 sein Offizierspatent als Leutnant und wurde der Marinebasis Ferrol zugeteilt. Von dort wurde er 1869 erneut nach Kuba beordert, ehe er 1872 als Offizier auf der Panzerfregatte Numancia nach Cartagena zurückkehrte. Von Cartagena wurde er im Mai 1873 wieder nach Ferrol versetzt, um an der dortigen Marineakademie zu unterrichten – nur wenige Wochen, bevor die Numancia in die Hände aufständischer Kantonalisten fiel.
Nach seiner Heirat mit Soledad Boado y Montes (1875) wurde Ferrándiz 1878 zum Kapitänleutnant befördert, unterrichtete sowohl in Kuba als auch in Ferrol und wurde 1884 nach La Seyne-sur-Mer (bei Toulon) geschickt, um dort den Bau des modernen Schlachtschiffs Pelayo zu überwachen. Nach seiner Beförderung zum Fregattenkapitän (1887) wurde er zunächst auf die Philippinen entsandt, ehe er nach seiner Rückkehr 1893 zum Kapitän befördert und 1897 zum Kommandanten der Pelayo berufen wurde, die zu diesem Zeitpunkt wieder zur Wartung und Überholung in La Seyne lag. Nach den Niederlagen der spanischen Flotten im Krieg gegen die USA sollte er mit der Pelayo und der Vitoria zunächst Verstärkung auf die Philippinen bringen, wurde aber auf halbem Weg angesichts des inzwischen erfolgten Verlusts Kubas und der Philippinen wieder zurückgerufen, um stattdessen die Küsten des spanischen Mutterlandes gegen eventuelle US-amerikanische Angriffe zu schützen.
Nach Beendigung seines aktiven Dienstes (zuletzt als Contraalmirante, Konteradmiral) arbeitete Ferrándiz in verschiedenen Kommissionen des Marineministeriums, ehe er im Dezember 1903 im Kabinett des Ministerpräsidenten Antonio Maura Montaner erstmals Marineminister wurde. Mit Mauras Sturz musste zwar Ferrándiz schon im Dezember 1904 das Ministerium an Marcelo Azcárraga Palmero abgeben, doch nach Mauras erneuter Berufung im Januar 1907 machte dieser ihn erneut zum Marineminister. Als Marineminister verhandelte Ferrándiz im April und Mai 1907 im Rahmen des Abkommens von Cartagena mit dem britischen Seelord John Fisher über britische Hilfe bei der Erneuerung und Stärkung der spanischen Kriegsflotte und legte dem Parlament dann im Juni 1907 ein Flottenbauprogramm (Plan de Escuadra) vor, das im Januar 1908 bewilligt wurde und für die Reorganisierung bzw. Modernisierung der Flotte entscheidend war.
Nach Mauras erneutem Sturz im Oktober 1909 wurde Ferrándiz von König Alfons XIII. zum Senator auf Lebenszeit ernannt. Bereits 1903 war er für Lérida (bis 1904) und 1907 für Málaga (bis 1908) in den Senat gewählt worden.